# 2001 Yonggary
2001 Yonggary je korejski znanstveno-fantastični horor iz 1999. kojeg je režirao Hyung-rae Shim.

## Uloge
- Dan Cashman - General-potpukovnik George Murdock
- Bruce Cornwell - G. Mills
- Dennis Howard - General-bojnik Jack Thomas
- Matt Landers - General-bojnik Don 'Boom Boom' Howell
- Richard Livingston - Dr. Campbell (kao Richard B. Livingston)
- Donna Philipson - Holly Davis
- Wiley M. Pickett - Poručnik O'Neil

## Vanjske poveznice
- Službena stranica  Arhivirana inačica izvorne stranice od 2. svibnja 2009. (Wayback Machine)
- 2001 Yonggary u internetskoj bazi filmova IMDb-a